# Neolissochilus heterostomus
Neolissochilus heterostomus és una espècie de peix cipriniforme de la família dels ciprínids.

## Morfologia
Els mascles poden assolir els 23,2 cm de longitud total.

## Distribució geogràfica
Es troba al curs superior del riu Irrawaddy (Yunnan, Xina).